# Mellérendelt mondatok a román nyelvben
Ez a szócikk a román nyelv mondattanának az összetett mondattal foglalkozó azon részére szorítkozik, amely a tagmondatok közötti mellérendelés típusait tárgyalja, a hagyományos nyelvtan szemlélete szerint.

## Kapcsolatos mellérendelés(coordonare copulativă)
Ez a mellérendelés-típus olyan egyszerű mondatokat köt össze, amelyek egyidejű vagy egymást követő, társított cselekvéseket fejeznek ki, a következő nyelvi eszközökkel:
- közvetlenül, főleg ha kettőnél több egyszerű mondatból álló mondatról van szó: Fata e frumoasă, are de lucru și știe să gătească ’A lány szép, van munkája és főzni is tud.’ Az első két mondat van közvetlenül összekötve, amit írásban vessző jelöl.
- kötőszóval:

– Și ’és’ összeköthet főmondatokat és mellékmondatokat is: Șezi și povestește-mi ceva! ’Ülj le, és mesélj nekem valamit!’; Spune-mi ce s-a întâmplat și cum ai reacționat ’Mondd el, mi történt, és hogyan reagáltál!’
A și szónak kettős értéke is lehet: kötőszói és határozószói. Ekkor hangsúlyos és a magyar ’is’-nek felel meg: Și piesa e bună, și regia e excelentă ’A darab is jó, a rendezés is kitűnő’.
– Nici ’sem’ kéthelyű kötőszó és ez is általános: Nici nu mănâncă, nici nu bea ’Sem nem eszik, sem nem iszik’; Nu s-a anunțat, pentru că nici nu cântă, nici nu dansează ’Nem jelentkezett, mert sem nem énekel, sem nem táncol’.
– Iar ’pedig’ többnyire főmondatokat köt össze, de mellékmondatokat is: Bunicul citește, iar bunica croșetează ’A nagypapa olvas, a nagymama pedig horgol’.
- kötőszó értékű szókapcsolattal:

– Nu numai …, ci (și) ’nemcsak …, hanem (… is)’ összeköthet főmondatokat és mellékmondatokat is: Nu numai vorbește, ci și lucrează ’Nemcsak beszél, hanem dolgozik is’; Poți să vii nu numai când te invit, ci când vrei ’Eljöhetsz nemcsak amikor meghívlak, hanem amikor akarsz’.
– Atât …, cât și csak mellékmondatokat köthet össze: Pictează frumos atât pentru că are talent, cât și pentru că a studiat pictura ’Szépen fest, azért is, mert tehetséges, azért is, mert tanult festeni’.

## Kizáró választó mellérendelés(coordonare disjunctivă)
Ez a mellérendelés-típus olyan történéseket kapcsol össze, amelyek kizárják egymást választás nyomán, azaz amelyek közül csak az egyik lehet igaz egy adott pillanatban. Összeköthet főmondatokat vagy (többnyire) egyazon fajtájú mellékmondatokat, az alábbi eszközökkel:
- közvetlenül, ha több mint két mondat kötendő össze: Refuzi, accepți sau te mai gândești? ’Visszautasítod, elfogadod, vagy még alszol rá egyet?’
- kötőszóval:

– Sau és szinonimája ori ’vagy’ összeköthet főmondatokat (Refuzi, accepți sau te mai gândești?) és mellékmondatokat is: Anunță-mă dacă vii cu mine ori rămâi aici ’Értesíts róla, ha velem jössz, vagy ittmaradsz’. Mindkettő lehet kéthelyű: Sau/Ori mă asculți, sau/ori plec ’Vagy meghallgatsz, vagy elmegyek’.
– Fie ’vagy’ csak kéthelyű kötőszó lehet, és főleg mellékmondatok között használatos: Tace fie pentru că e prost, fie pentru că e prefăcut ’Hallgat, vagy azért, mert buta, vagy azért, mert képmutató’.
– Olykor az ilyen kötőszókat a că kötőszó erősíti meg: Ori că plecase camionul, ori că fetița uitase drumul îndărăt la tabără ’Vagy elment a teherautó, vagy a kislány elfelejtette a tábor felé vezető utat’.

## Megengedő választó mellérendelés(coordonare alternativă)
Ez a mellérendelés-fajta váltakozókként vagy egymást követve választottakként mutat be történéseket. Úgy főmondatok (Ba râde, ba plânge ’Mikor sír, mikor nevet’), mint mellékmondatok között lehetséges: Vedeam că ba râde, ba plânge ’Azt láttam, hogy mikor sír, mikor nevet’. Nyelvi eszközei:
- A közvetlen összekötés elsősorban akkor fordul elő, ha kettőnél több mondat van egymás mellé rendelve: Duminica se plimbă, citesc sau merg la teatru ’Vasárnap sétálnak, olvasnak vagy színházba mennek’ (közvetlen összekötés a két első mondat között), de olyan összetett mondat két mellékmondata között is, amelyben nincs más mellékmondat: Vrei, nu vrei, o să vii ’Akarva, akaratlanul, csak el fogsz jönni’.
- A megengedő választó mellérendelésnek vannak azonos eszközei a kizáró választó mellérendeléssel (a sau, ori, fie kötőszók), de jellegzetesek is: az aci …, aci, acum …, acum, ba …, ba, când …, când határozószó-párosok (mindegyik jelentése ’mikor …, mikor’), és a că kéthelyű kötőszó: Că vrei, că nu vrei, o să vii ’Akár akarod, akár nem, el fogsz jönni’.

## Ellentétes mellérendelés(coordonare adversativă)
Ez a mellérendelés-féle ellentétesekként mutat be történéseket. Főmondatok és mellékmondatok között is lehetséges. Nyelvi eszközei:
- kötőszó:

– Ci ’hanem’ fejezi ki a legnagyobb fokú ellentétet, és tagadó mondat után használatos: Nu explică, ci dictează ’Nem magyaráz, hanem diktál’.
– Dar és însă ’de’ közepes fokú ellentétet jeleznek: Mi-e sete, dar nu mi-e foame ’Szomjas vagyok, de nem vagyok éhes’; Nu e frig, însă plouă ’Nincs hideg, viszont esik az eső’.
- közvetlen összekötés: N-a telefonat, a scris ’Nem telefonált, írt’.

A kötőszós vagy a közvetlen összekötést határozószók és határozószó értékű szókapcsolatok is erősíthetik:
- közvetlen mellérendelés esetében: N-am neglijat, dimpotrivă, m-am interesat zilnic ’Nem hanyagoltam el, ellenkezőleg, naponta érdeklődtem’;
- kötőszós mellérendeléskor: E bolnav și slăbit, dar cu toate acestea lucrează ’Beteg és legyengült, de ennek ellenére dolgozik’.

## Következtető (vagy magyarázó) mellérendelés(coordonare conclusivă)
Ez a mellérendelés-típus egy történést, mindig sorrendben a másodikat, egy másik történés következményeként mutatja be. Többnyire főmondatok között fordul elő (Am promis, deci vin ’Megígértem, tehát eljövök’), de egyazon fajtájú mellékmondatok között is: Repet că am promis, deci vin ’Megismétlem, hogy megígértem, tehát eljövök.’ Nyelvi eszközei:
- a következtető mellérendelés szempontjából nem jellegzetes și ’és’ kötőszó: Am promis și mă simt dator ’Megígértem, és kötelességemnek érzem’.
- jellegzetes, a kötőszók és a határozószók közötti határsávban elhelyezkedő elemek: deci, așadar, ca atare ’tehát’; de aceea ’ezért’; prin urmare ’következésképpen’: Se hotărâse să plece definitiv, așadar își făcu bagajele ’Elhatározta, hogy végleg elmegy, tehát összecsomagolt’;[3]
- și + az előző elemek egyike: și deci, și de aceea, și prin urmare;
- közvetlen mellérendelés: Ești major, descurcă-te singur! ’Nagykorú vagy, boldogulj egyedül!’